# نخلیت

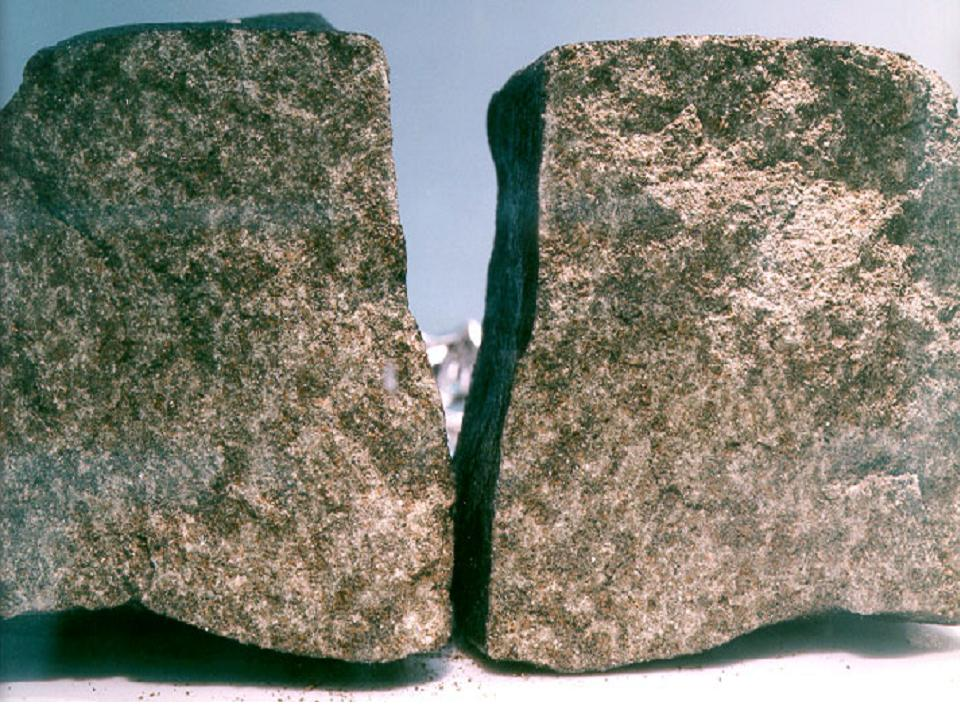
دو نیمه شهاب‌سنگ نخله که نمای داخلی آن پس از شکسته شدن در سال ۱۹۹۸ دیده می‌شود

نخلیت (انگلیسی: Nakhlite) نام گروهی از شهاب‌سنگ مریخی است که به نام اولین نمونه، شهاب‌سنگ نخله، نام‌گذاری شده‌اند.
نخلیت‌ها سنگ آذرین غنی از اوژیت هستند که از بازالت ماگما حدود ۱٫۳ میلیارد سال پیش تشکیل شده‌اند. این سنگ‌ها دارای بلورهای اوژیت و الیوین هستند. سن تبلور آنها، با مقایسه با تاریخچه شمارش دهانه‌های مناطق مختلف مریخ، نشان می‌دهد که نخلیت‌ها روی سازه آتشفشانی بزرگ تارسیس، الیسیوم یا سیرت بزرگ تشکیل شده‌اند.

## تاریخچه
مطالعه‌ای در سال ۲۰۱۷ سن آنها را حداقل به چهار فوران مختلف از ۱۴۱۶ ± ۷ میلیون سال پیش تا ۱۳۲۲ ± ۱۰ میلیون سال پیش تعیین کرد. شواهد نشان داده است که نخلیت‌ها حدود ۶۲۰ میلیون سال پیش در معرض آب مایع قرار گرفته و حدود ۱۰٫۷۵ میلیون سال پیش بر اثر برخورد یک سیارک از مریخ پرتاب شده‌اند. آنها طی ۱۰٬۰۰۰ سال گذشته به زمین سقوط کرده‌اند.

## دهانه احتمالی منشأ در الیسیوم
دهانه‌ای به قطر ۶٫۵ کیلومتر در ۲۹°۴۰′۲۶″شمالی ۱۳۰°۴۷′۵۶″شرقی / ۲۹٫۶۷۴°شمالی ۱۳۰٫۷۹۹°شرقی در دشت‌های آتشفشانی شمال‌غرب الیسیوم مونس به‌عنوان منشأ احتمالی شناسایی شده است. بر اساس ابعاد دهانه، نرخ رشد تخمین زده‌شده آتشفشان منشأ در آن بازه زمانی ۰٫۴–۰٫۷ متر در میلیون سال بوده است، که بسیار کندتر از نرخ مورد انتظار برای یک آتشفشان زمینی است و نشان می‌دهد که فعالیت‌های آتشفشانی مریخ در آن دوره به‌شدت کند شده بود.

## نمونه‌ها

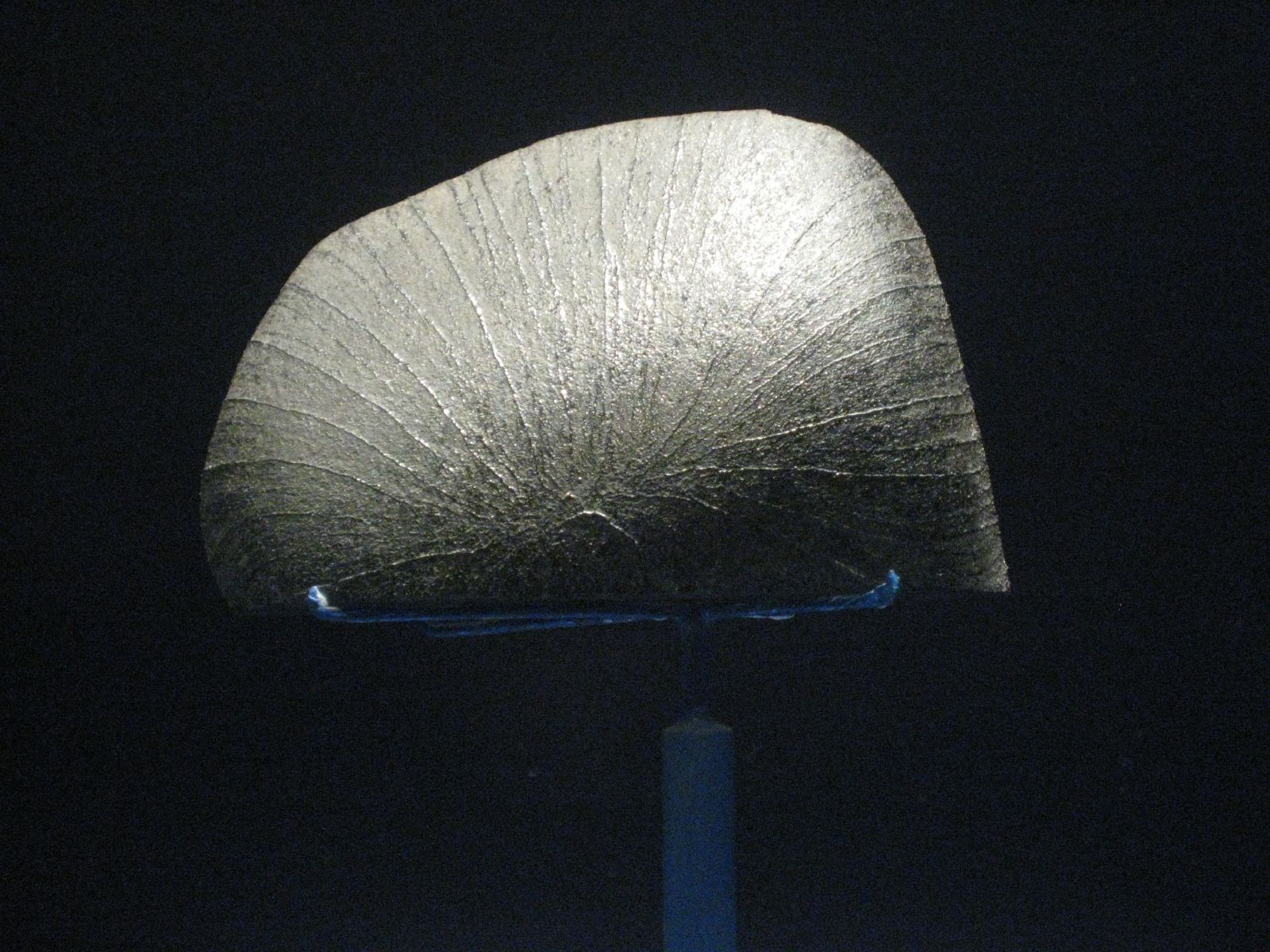
Lafayette

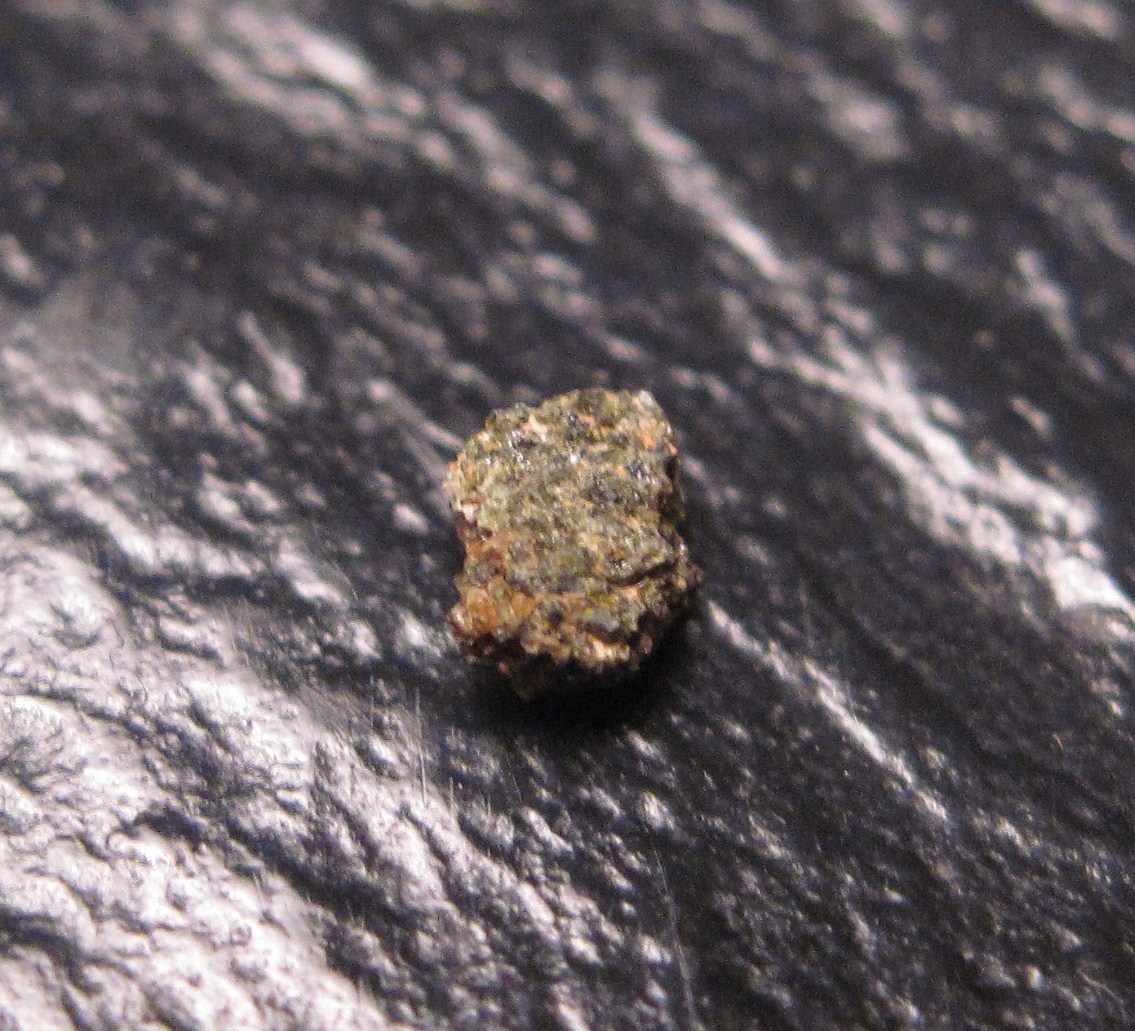
NWA 998

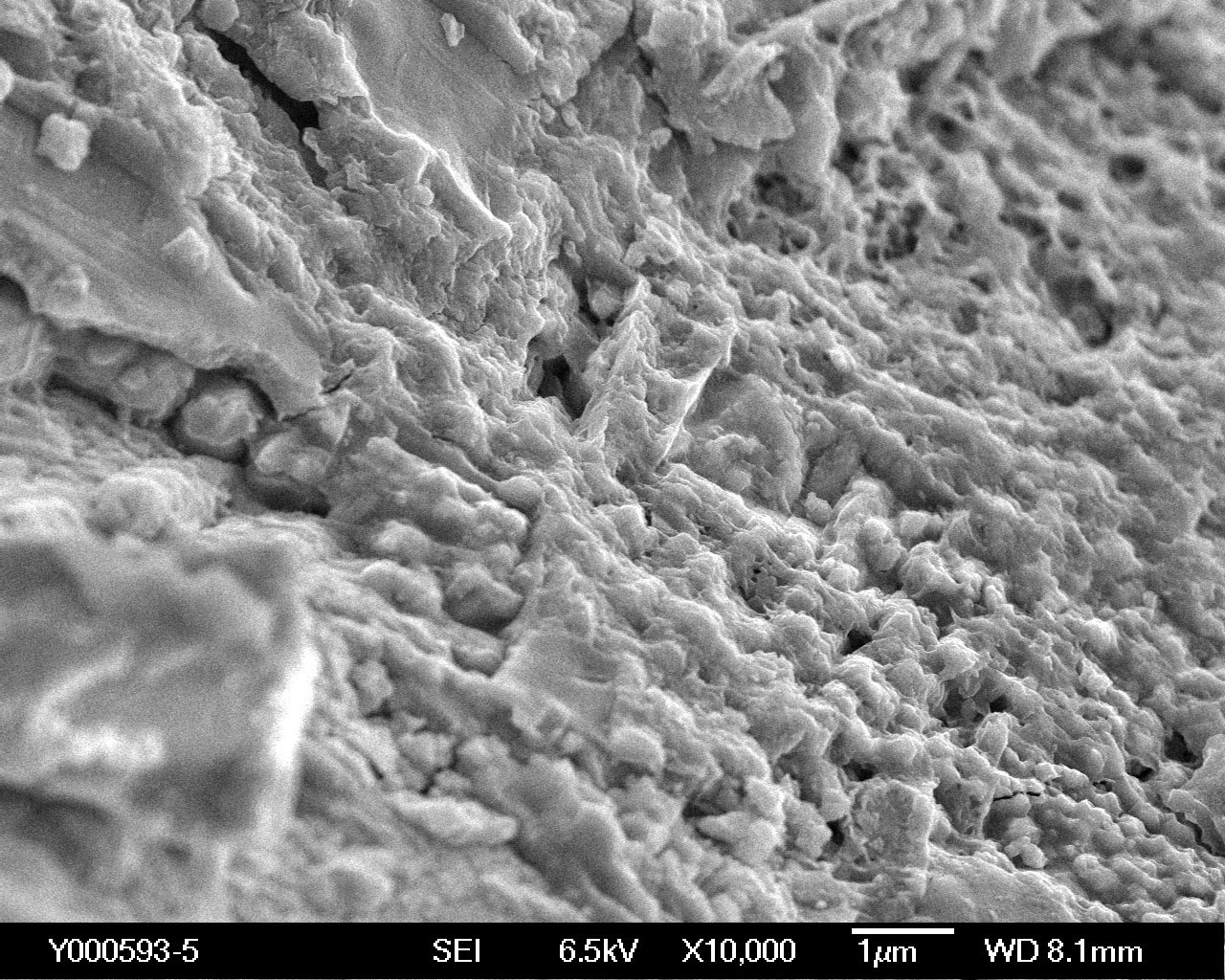
Y000593

نمونه‌های شناخته‌شده از نخلیت‌ها شامل موارد زیر هستند:
- شهاب‌سنگ نخله (حدود ۴۰ نمونه، وزن کل تخمینی ۱۰ کیلوگرم[ابزار تبدیل: یکای ناشناخته])، نزدیکی نخله، منطقه ابو حمص، استان اسکندریه، مصر، ۱۹۱۱
- شهاب‌سنگ گورنادور والادارس[۳]
- شهاب‌سنگ لافایت، ۸۰۰ گرم، قبل از ۱۹۳۱[۴]
- NWA817، ۱۰۴ گرم، مراکش، ۲۰۰۰[۵]
- NWA998، ۴۵۶ گرم، مراکش، ۲۰۰۱[۶]
- Y000593 (Yamato 593), ۱۳٫۷ کیلوگرم[ابزار تبدیل: یکای ناشناخته][۷][۸][۹][۱۰][۱۱]
- Y000749، ۱٫۲۸ کیلوگرم[ابزار تبدیل: یکای ناشناخته][۱۰][۱۲]
- Y000802، ۲۲ گرم[۱۰]
- MIL 03346، رشته کوه میلر، جنوبگان[۱۳]
- MIL 090030, MIL 090032, and MIL 090136، رشته کوه میلر، جنوبگان[۱۳]